# Nerik
Nerik era una ciutat hitita al nord-est d'Hattusa i Sapinuwa. Els hitites la van considerar una ciutat sagrada, dedicada al Déu de les Tempestes Tessub, espòs de Wurušemu, la deessa del sol d'Arinna. El Déu de les Tempestes s'identificava amb la muntanya Zaliyanu prop de Nerik, que donava la pluja a la ciutat.
Era un assentament de l'edat del bronze fundada per tribus que parlaven la llengua hatti i després ocupada pels hitites. En aquella ciutat s'hi celebrava periòdicament un festival en temps dels hitites, del que hi ha constància en temps d'Hattusilis I.
Durant el regnat d'Hantilis I les ferotges tribus kashka del Pont van atacar la ciutat i la van destruir, i els hitites van haver de traslladar el festival a Hatussa. Nerik va estar deshabitada durant tres segles.
Només es va recuperar parcialment com a centre de culte al Déu de les turmentes, però a l'època d'Arnuwandas I, cap a l'any 1390 aC, es va veure molt afectada per noves incursions dels kashka. En una inscripció s'indica "van destruir els ídols dels déus, van saquejar l'or, la plata, els objectes de cultes, les copes d'or i plata, les pedres precioses, els objectes de bronze i els guarniments i s'ho van dividir entre ells; també es van repartir als sagrats sacerdots, als sacerdots, a les sacerdotesses de la mare del déu, als sacerdots de Gudu, als musics, als cantants, als cuines, pastissers, grangers i jardiners i els van convertir en els seus servents; es van repartir els ramats i les ovelles, i entre ells es van repartir els camps de blat, i les vinyes utilitzades per les libacions; els kashkes s'ho van quedar tot per ells". Després el text conservat afegeix "com que els kashkes havien conquerit la terra de Nerik per ells, nosaltres vàrem continuar enviant els rituals al Déu de les turmentes de Nerik i als déus de Nerik, des Hattusa, a la ciutat d'Hakpis (Hakpiš), és a dir els pans, les libacions, els bous i les ovelles més grans".
Nerik es va recuperar pels hitites potser en temps de Muwatallis II o poc després de la seva mort en temps de Mursilis III. El germà de Muwatallis II, Hattusilis (després Hattusilis III) va ser qui va conquerir la ciutat i va derrotar els kashkes, retornant allí el culte al Déu de les turmentes que es feia a Hakpis. La ciutat es va incloure al regne d'Hakpis. L'intent de Mursilis III d'arrabassar Nerik i Hakpis al seu oncle Hattusilis va provocar la revolta d'aquest que va acabar amb el seu ascens al tron.
La ciutat va desaparèixer després del 1185 aC amb la invasió dels Pobles del mar.